# Франкенштейн, Евгений Владимирович фон
Евгений Владимирович фон Франкенштейн (23 января 1857 — ?) — генерал-майор Отдельного корпуса жандармов, начальник жандармских полицейских управлений.
Дворянин из остзейского рода Франкенштейнов. Лютеранин.
Получил домашнее образование. В службу вступил 5 августа 1876. Окончил Тверское кавалерийское училище; 9.09.1879 выпущен корнетом в Ямбургский 14-й уланский полк. Поручик (20.03.1880), штабс-ротмистр (21.06.1884). 
15 мая 1887 переведен из 41-го драгунского Ямбургского полка в Отдельный корпус жандармов адъютантом Олонецкого губернского жандармского управления. Ротмистр (30.08.1887).
5.01.1890 — 23.5.1892 — помощник начальника Таврического губернского жандармского управления. 
23.5.1892 — 26.01.1905 — начальник Варшавского отделения Санкт-Петербургско-Варшавского жандармского полицейского управления. Подполковник (26.02.1896).
26.01.1905 — 20.11.1907 — начальник жандармского полицейского управления Уссурийской железной дороги. Полковник (26.02.1905). 
20.11.1907 — 7.02.1908 — прикомандирован к жандармскому полицейскому управлению Уссурийской железной дороги.
7.02.1908 — 24.07.1913 — прикомандирован к Московско-Архангельскому жандармскому полицейскому управлению железной дороги.
24.07.1913 — 1917 — начальник жандармского полицейского управления Среднеазиатской железной дороги. Генерал-майор (6.12.1914)

## Награды
- орден Святого Станислава 3-й ст. (1884)
- орден Святой Анны 3-й ст. (1892)
- орден Святого Станислава 2-й ст. (1902)
- орден Святой Анны 2-й ст. (13.01.1906)
- орден Святого Владимира 4-й ст. (6.12.1913)